# Yuhina nigrimenta
Yuhina nigrimenta е вид птица от семейство Zosteropidae.

## Разпространение
Видът е разпространен в Бангладеш, Бутан, Виетнам, Индия, Камбоджа, Китай, Лаос, Мианмар и Непал.